# Emberá-Wounaan (Territorium)
Emberá-Wounaan (oft auch nur als Emberá bezeichnet) ist ein indigenes autonomes Territorium in Panama. Im Jahr 2023 hatte es 12.358 Einwohner auf einer Fläche von 4365,5 km².
Das Territorium wird von den Volksgruppen der Embera und der Wounaan bewohnt. Gegründet wurde es von der panamaischen Regierung per Gesetz Nr. 22 im Jahr 1983 aus Teilen der Provinz Darién. Von dieser Provinz wird das Territorium auch fast komplett umschlossen. Die einzige andere Grenze hat es mit dem ebenfalls indigenen autonomen Territorium Kuna Yala. Die Hauptstadt von Emberá-Wounaan ist Unión Chocó.
Verwaltungstechnisch besitzt das Territorium inzwischen den De-facto-Status einer Provinz, wird jedoch als Comarca bezeichnet. Verwaltet werden sowohl die Emberá als auch die Wounaan von lokalen traditionellen Kaziken und auch offiziellen – von der panamaischen Regierung anerkannten – Volksvertretern.
Das Territorium Emberá-Wounaan ist in zwei Bezirke (distritos) und diese wiederum in insgesamt fünf Gemeinden unterteilt:
1. Bezirk Cémaco: Gemeinden Lajas Blancas, Manuel Ortega und Cirilo Guaynora (mit der Hauptstadt Unión Chocó)
2. Bezirk Sambú: Gemeinden Río Sábalo (mit der Hauptstadt Puerto Indio) und Jingurudo

Eine kleinere Gruppe der panamaischen Embera lebt außerhalb des Territoriums am Río Chagres in Zentralpanama.